# Patinaj viteză pe pistă scurtă la Jocurile Olimpice de iarnă din 2018 – 1.500 m (masculin)
Proba de patinaj viteză pe pistă scurtă, 1.500 m masculin de la Jocurile Olimpice de iarnă din 2018 de la Pyeongchang, Coreea de Sud a avut loc pe 10 februarie 2018 la Gangneung Ice Arena.

## Program
Orele sunt orele Coreei de Sud (ora României + 7 ore).
| Dată         | Ora | Rundă  |
| ------------ | --- | ------ |
| 10 februarie | -   | Finala |

## Rezultate calificări
C – calificat pentru semifinale
AV – a avansat mai departe
PEN – penalizare
| Loc | Serie | Nume                   | Țară                         | Timp          | Note |
| --- | ----- | ---------------------- | ---------------------------- | ------------- | ---- |
| 1   | 1     | Sándor Liu Shaolin     | Ungaria                      | 2:12,835      | C    |
| 2   | 1     | Samuel Girard          | Canada                       | 2:12,923      | C    |
| 3   | 1     | Semion Elistratov      | Sportivii Olimpici ai Rusiei | 2:13,087      | C    |
| 4   | 1     | Hiroki Yokoyama        | Japonia                      | 2:13,323      |      |
| 5   | 1     | Ward Pétré             | Belgia                       | 2:17,362      |      |
| 7   | 1     | Farrell Treacy         | Marea Britanie               | nu a terminat |      |
| 1   | 2     | Charles Hamelin        | Canada                       | 2:12,130      | C    |
| 2   | 2     | Jens Almey             | Belgia                       | 2:12,998      | C    |
| 3   | 2     | Aaron Tran             | Statele Unite ale Americii   | 2:14,133      | C    |
| 4   | 2     | Andy Jung              | Australia                    | 2:16,995      | AV   |
| 5   | 2     | Han Tianyu             | China                        | 2:38,865      | AV   |
| 7   | 2     | Yuri Confortola        | Italia                       | 9:99.99       | PEN  |
| 1   | 3     | Hwang Dae-heon         | Coreea de Sud                | 2:15,561      | C    |
| 2   | 3     | Itzhak de Laat         | Olanda                       | 2:15,691      | C    |
| 3   | 3     | Wu Dajing              | China                        | 2:15.823      | C    |
| 4   | 3     | Tommaso Dotti          | Italia                       | 2:16,177      |      |
| 5   | 3     | Pascal Dion            | Canada                       | 2:16,856      | AV   |
| 6   | 3     | Choe Un-song           | Coreea de Nord               | 2:18,213      |      |
| 7   | 3     | Vladislav Bykanov      | Israel                       | 9:99.99       | PEN  |
| 1   | 4     | Lim Hyo-jun            | Coreea de Sud                | 2:13,891      | C    |
| 2   | 4     | Sébastien Lepape       | Franța                       | 2:13,965      | C    |
| 3   | 4     | Shaoang Liu            | Ungaria                      | 2:14,160      | C    |
| 4   | 4     | Denis Nikisha          | Kazahstan                    | 2:14,847      |      |
| 5   | 4     | Maksim Siarheyeu       | Belarus                      | 2:15,242      |      |
| 7   | 4     | Kazuki Yoshinaga       | Japonia                      | 9:99.99       | PEN  |
| 1   | 5     | Seo Yi-ra              | Coreea de Sud                | 2:18,750      | C    |
| 2   | 5     | Roberto Puķītis        | Letonia                      | 2:18,825      | C    |
| 3   | 5     | J. R. Celski           | Statele Unite ale Americii   | 2:19,028      | C    |
| 4   | 5     | Keita Watanabe         | Japonia                      | 2:19,205      |      |
| 5   | 5     | Csaba Burján           | Ungaria                      | 2:19,284      |      |
| 6   | 5     | Aleksandr Shulginov    | Sportivii Olimpici ai Rusiei | 2:19,308      |      |
| 1   | 6     | John-Henry Krueger     | Statele Unite ale Americii   | 2:15,671      | C    |
| 2   | 6     | Thibaut Fauconnet      | Franța                       | 2:15,768      | C    |
| 3   | 6     | Sjinkie Knegt          | Olanda                       | 2:15,949      | C    |
| 4   | 6     | Pavel Sitnikov         | Sportivii Olimpici ai Rusiei | 2:33,653      |      |
| 5   | 6     | Xu Hongzhi             | China                        | 2:35,641      | AV   |
| 6   | 6     | Nurbergen Zhumagaziyev | Kazahstan                    | nu a terminat |      |

## Runda eliminatorie
Proba a avut loc pe 10 februarie.

### Semifinale
CA – calificat pentru Finala A
CB – calificat pentru Finala B
AV – a avansat mai departe
PEN – penalizare
| Loc | Serie | Nume               | Țară                         | Timp          | Note |
| --- | ----- | ------------------ | ---------------------------- | ------------- | ---- |
| 1   | 1     | Semion Elistratov  | Sportivii Olimpici ai Rusiei | 2:11,003      | CA   |
| 2   | 1     | Charles Hamelin    | Canada                       | 2:11,124      | CA   |
| 3   | 1     | Seo Yi-ra          | Coreea de Sud                | 2:11,126      | CB   |
| 4   | 1     | Roberto Puķītis    | Letonia                      | 2:11,165      | CB   |
| 5   | 1     | Andy Jung          | Australia                    | 2:11,183      |      |
| 6   | 1     | Samuel Girard      | Canada                       | nu a terminat | AV   |
| 7   | 1     | J. R. Celski       | Statele Unite ale Americii   | 9:99.99       | PEN  |
| 1   | 2     | Sjinkie Knegt      | Olanda                       | 2:11,900      | CA   |
| 2   | 2     | Thibaut Fauconnet  | Franța                       | 2:12,049      | CA   |
| 3   | 2     | Pascal Dion        | Canada                       | 2:12,640      | CB   |
| 4   | 2     | Aaron Tran         | Statele Unite ale Americii   | 2:13,487      | CB   |
| 5   | 2     | Sándor Liu Shaolin | Ungaria                      | 2:45,709      | AV   |
| 6   | 2     | Jens Almey         | Belgia                       | nu a terminat |      |
| 7   | 2     | John-Henry Krueger | Statele Unite ale Americii   | 9:99.99       | PEN  |
| 1   | 3     | Lim Hyo-jun        | Coreea de Sud                | 2:11,389      | CA   |
| 2   | 3     | Hwang Dae-heon     | Coreea de Sud                | 2:11,469      | CA   |
| 3   | 3     | Itzhak de Laat     | Olanda                       | 2:11,781      | AV   |
| 4   | 3     | Han Tianyu         | China                        | 2:11,827      | CB   |
| 5   | 3     | Sébastien Lepape   | Franța                       | 2:11,967      |      |
| 6   | 3     | Xu Hongzhi         | China                        | 2:19,310      |      |
| 7   | 3     | Shaoang Liu        | Ungaria                      | 9:99.99       | PEN  |
| 7   | 3     | Wu Dajing          | China                        | 9:99.99       | PEN  |

### Finale

#### Finala B
| Loc | Nume            | Țară                       | Timp     | Note |
| --- | --------------- | -------------------------- | -------- | ---- |
| 8   | Han Tianyu      | China                      | 2:26,281 |      |
| 9   | Seo Yi-ra       | Coreea de Sud              | 2:26,346 |      |
| 10  | Pascal Dion     | Canada                     | 2:26,412 |      |
| 11  | Roberto Puķītis | Letonia                    | 2:26,525 |      |
| 12  | Aaron Tran      | Statele Unite ale Americii | 2:27,127 |      |

#### Finala A
Rezultate finale. 

| Loc | Nume               | Țară                         | Timp     | Note |
| --- | ------------------ | ---------------------------- | -------- | ---- |
| 1   | Lim Hyo-jun        | Coreea de Sud                | 2:10,485 |      |
| 2   | Sjinkie Knegt      | Olanda                       | 2:10,555 |      |
| 3   | Semion Elistratov  | Sportivii Olimpici ai Rusiei | 2:10,687 |      |
| 4   | Samuel Girard      | Canada                       | 2:11,176 |      |
| 5   | Sándor Liu Shaolin | Ungaria                      | 2:11,520 |      |
| 6   | Itzhak de Laat     | Olanda                       | 2:12,362 |      |
| 7   | Thibaut Fauconnet  | Franța                       | 2:53,150 |      |
| 13  | Charles Hamelin    | Canada                       | 9:99.99  | PEN  |
| 14  | Hwang Dae-heon     | Coreea de Sud                | DNF      |      |